# Andaz Apna Apna
Andaz Apna Apna (tłumaczenie: Każdy ma własny styl) – bollywoodzka komedia wyreżyserowana w 1994 roku przez Rajkumara Santoshiego, autora Mundur, The Legend of Bhagat Singh i Lajja. W rolach głównych Salman Khan, Aamir Khan, Raveena Tandon i  Karisma Kapoor. W drugoplanowych Paresh Rawal i Shakti Kapoor.

## Obsada
- Amar: Aamir Khan
- Prem: Salman Khan
- Raveena: Raveena Tandon
- Karishma: Karisma Kapoor
- Teja/Shyam Gopal Bajaj/Ram Gopal Bajaj: Paresh Rawal
- Crime Master Gogo: Shakti Kapoor
- Robert: Viju Khote
- Bhalla: Shehzad Khan
- Murli Manohar (ojciec Amara): Deven Verma
- Bankelal Bhopali (ojciec Prema): Jagdeep
- Anand Akela – Javed Khan
- Inspektor – Tiku Talsania
- zarzadca hotelu – Harish Patel
- gościnnie- Juhi Chawla, Govinda

## Nominacje do
1. Nagrody Filmfare dla Najlepszego Aktora – Aamir Khan
2. Nagrody Filmfare dla Najlepszego Aktora Komediowego – Shakti Kapoor
3. Nagrody Filmfare dla Najlepszego Reżysera – Rajkumar Santoshi
4. Nagrody Filmfare dla Najlepszego Filmu